# Barban (Herbizid)
Barban ist eine  chemische Verbindung aus der Gruppe der Carbamate.
Sie wurde als selektives Herbizid eingesetzt.

## Gewinnung und Darstellung
Barban kann durch Reaktion von Phosgen mit m-Chloranilin und 2-Butin-1,4-diol mit Thionylchlorid sowie der beiden Produkte miteinander gewonnen werden.

## Zulassungsstatus
Der Wirkstoff Barban ist in der Europäischen Union nicht für die Verwendung in Pflanzenschutzmitteln zugelassen.
Barban ist seit 1979 nicht mehr in der Bundesrepublik Deutschland zugelassen. In der DDR war Barban bis 1987 zugelassen. In der Schweiz, Österreich und Deutschland sind keine Pflanzenschutzmittel mit dem Wirkstoff Barban zugelassen.